# جیمز هاودن مکبراین
جیمز هاودن مکبراین (انگلیسی: James Howden MacBrien; ۳۰ ژوئن ۱۸۷۸ – ۵ مارس ۱۹۳۸) فرد نظامی اهل کانادا بود. وی همچنین برندهٔ جوایزی همچون نشان حمام شده‌است.